# Elad
Elad (en hebreu: אלעד) és una ciutat d'Israel situada en el districte central. A la dècada de 1990, es va construir per a una població de Jueu Haredi i, en menor mesura, també va ser construït per a una població de Sionista Religiós Jueu. Situat a uns 25 km a l'est de Tel Aviv a la Ruta 444 entre Rosh HaAyin i Shoham, tenia un població de 49.487 el 2002. El'ad és l'únic una localitat a Israel designada oficialment com a municipi religiós. El nom El'ad significa "Déu per sempre", però també rep el nom d'un membre de la tribu d'Efraïm, que vivia en aquesta zona (1 Cròniques 7:21).

## Història
Durant els segles XVIII i XIX, El'ad va ser el lloc del poble àrabs d'Al-Muzayri'a. Pertanyia al Nahiyeh (subdistricte) de Lod que abastava l'àrea de l'actual ciutat de Modi'in-Maccabim-Re'ut al sud fins a l'actual ciutat de El'ad al nord, i des dels contraforts a l'est, a través de la vall de Lod fins als afores de Jaffa a l'oest. Aquesta zona va ser la llar de milers d'habitants d'uns 20 pobles, que tenien a la seva disposició desenes de milers d'hectàrees de terres agrícoles de primera qualitat.
La construcció d'Elad va començar a finals de la dècada de 1990, després de la decisió del govern israelià de construir una sèrie d'assentaments prop de la frontera amb la Cisjordània ocupada, sota el mandat del ministre d'habitatge, Ariel Xaron. L'objectiu era oferir una casa a 50.000 habitants.
La ciutat va ser construïda des de zero com una comunitat organitzada d'acord amb les necessitats de planificació urbana. Encara que la ciutat va ser dissenyada per donar cabuda a una població mixta de jueus no religiosos i religiosos, Elad inicialment estava destinat a fer front a una població mixta de jueus sionistes religiosos moderns ortodoxos i ultraortodoxos jueus haredim, per oferir una solució a l'escassetat d'habitatges assequibles per a les famílies ultraortodoxes. La majoria de la població són jueus haredim.
Com a resultat, Elad es construeix d'una manera que s'adapta al seu estil de vida religiós, amb una major gamma d'opcions d'habitatge amb apartaments més grans que la mitjana nacional, per donar cabuda a les famílies religioses que acostumen a tenir més fills que la mitjana de la població nacional. Una altra característica és el fàcil accés i la curta distància a peu de les institucions educatives locals per evitar la necessitat de costos addicionals de transport escolar.
La ciutat va ser construïda parcialment sobre les ruïnes del poble Al-Muzayri'a del àrab palestí, la població del qual va fugir el 1948.
El 1998, El'ad ja havia aconseguit l'estatus de consell local; el febrer de 2008, l'estatus oficial d'El'ad es va canviar a una ciutat. L'actual alcalde de la ciutat és Yehuda Botbol, membre del partit Shas.
El 5 de maig de 2022, el Dia de la Independència d'Israel, en un parc d'El'ad, quatre persones van morir i quatre ferides en un apunyalament per part de dos palestins.